# Moabmus
De moabmus (Passer moabiticus) is een zangvogel uit de familie van mussen (Passeridae). De soort komt voor in de streek die in de Bijbel Moab wordt genoemd, het gebied ten oosten van de rivier de Jordaan.

## Kenmerken
Het is een vrij kleine soort mus, 12-13 cm lang (de huismus is 14-16 cm lang) met een grijze kruin, achterhoofd en wangen. Kenmerkend is de bleke, naar achter toe okerkleurige wenkbrauwstreep en het geel op zijhals. Het vrouwtje heeft minder duidelijk geel op de kop en lijkt sterk op een klein uitgevallen vrouwtje huismus.

## Verspreiding en leefgebied
De moabmus kom voor aan beide zijden van de Jordaan en het gebied rond de Dode Zee. Verder strekt het verspreidingsgebied zich verder uit tot Irak, Iran en het westen van Afghanistan. De soort is dwaalgast in het zuiden van het Arabisch schiereiland, in Griekenland en op Cyprus. Het trekgedrag van deze mus is niet geheel duidelijk. De oostelijke populatie overwintert in Pakistan.
De Moabmus heeft in de 20ste eeuw zijn verspreidingsgebied uitgebreid. Op Cyprus broedde de vogel tussen 1973 en de jaren 1980 bij een zoutmeer. De populatie verdween daar toen het meer uitdroogde.
De soort telt drie ondersoorten:
- P. m. moabiticus: Israël en Jordanië.
- P. m. mesopotamicus: van zuidelijk Turkije en noordelijk Syrië tot zuidwestelijk Iran en Irak.
- P. m. yatii: zuidoostelijk Iran en zuidwestelijk Afghanistan.

Het is een vogel van droog laagland waarin tamarisken en ander struikgewas groeien in de buurt van water. De moabmus is niet direct aan menselijke nederzettingen gebonden en is bovendien vrij schuw.

## Status
De grootte van de populatie werd in 2004 voorlopig geschat op 11,3 tot 180 duizend individuen. Men veronderstelt dat de soort in aantal stabiel is. Om deze redenen staat de moabmus als niet bedreigd op de Rode Lijst van de IUCN.

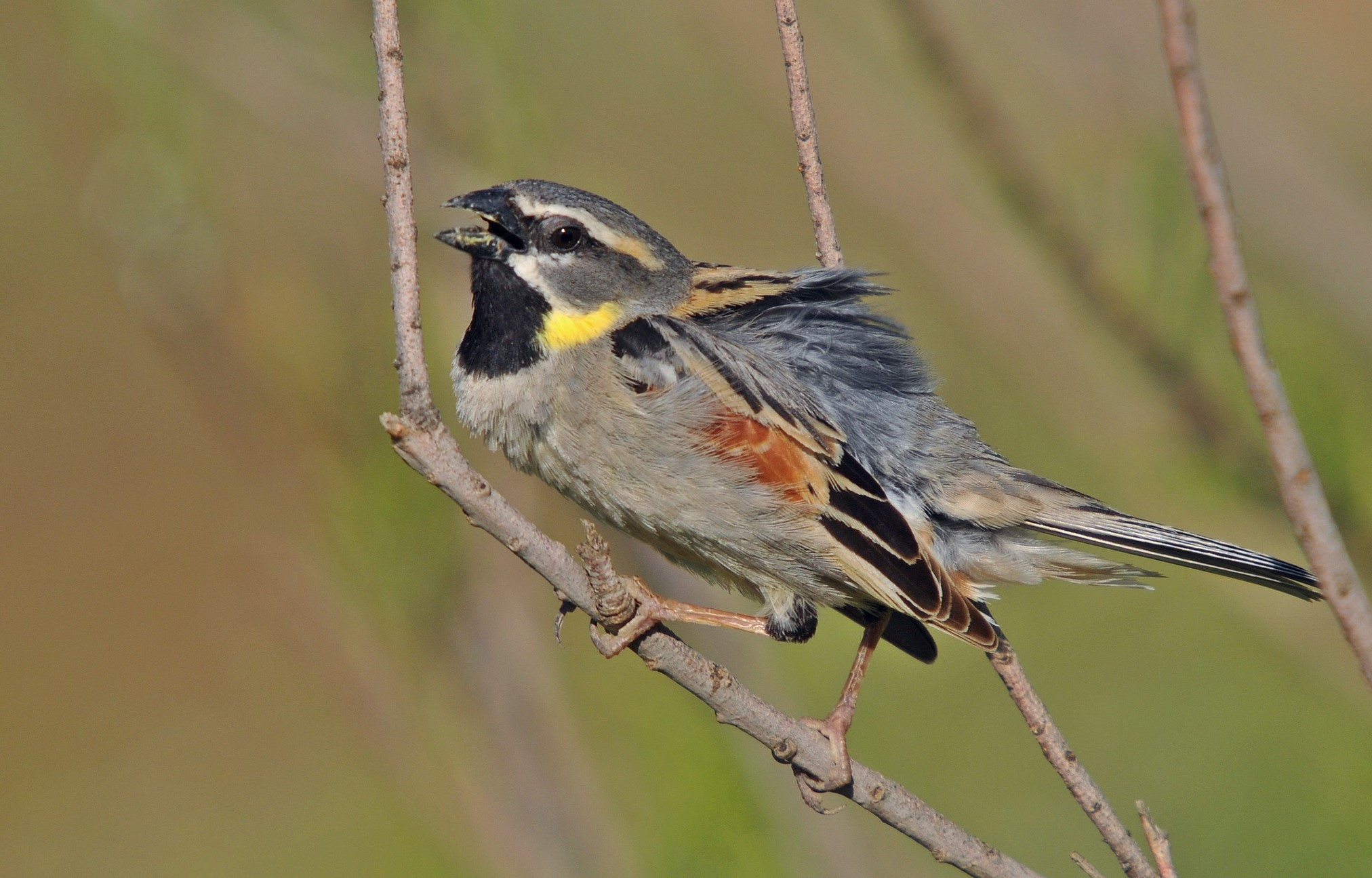
Mannetje moabmus
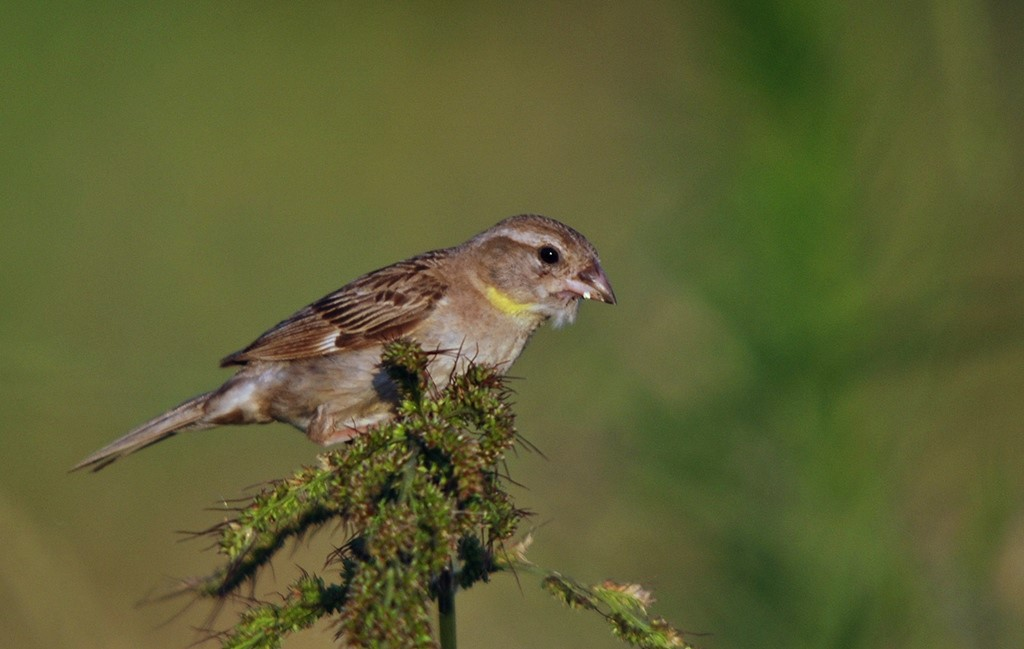
Vouwtje
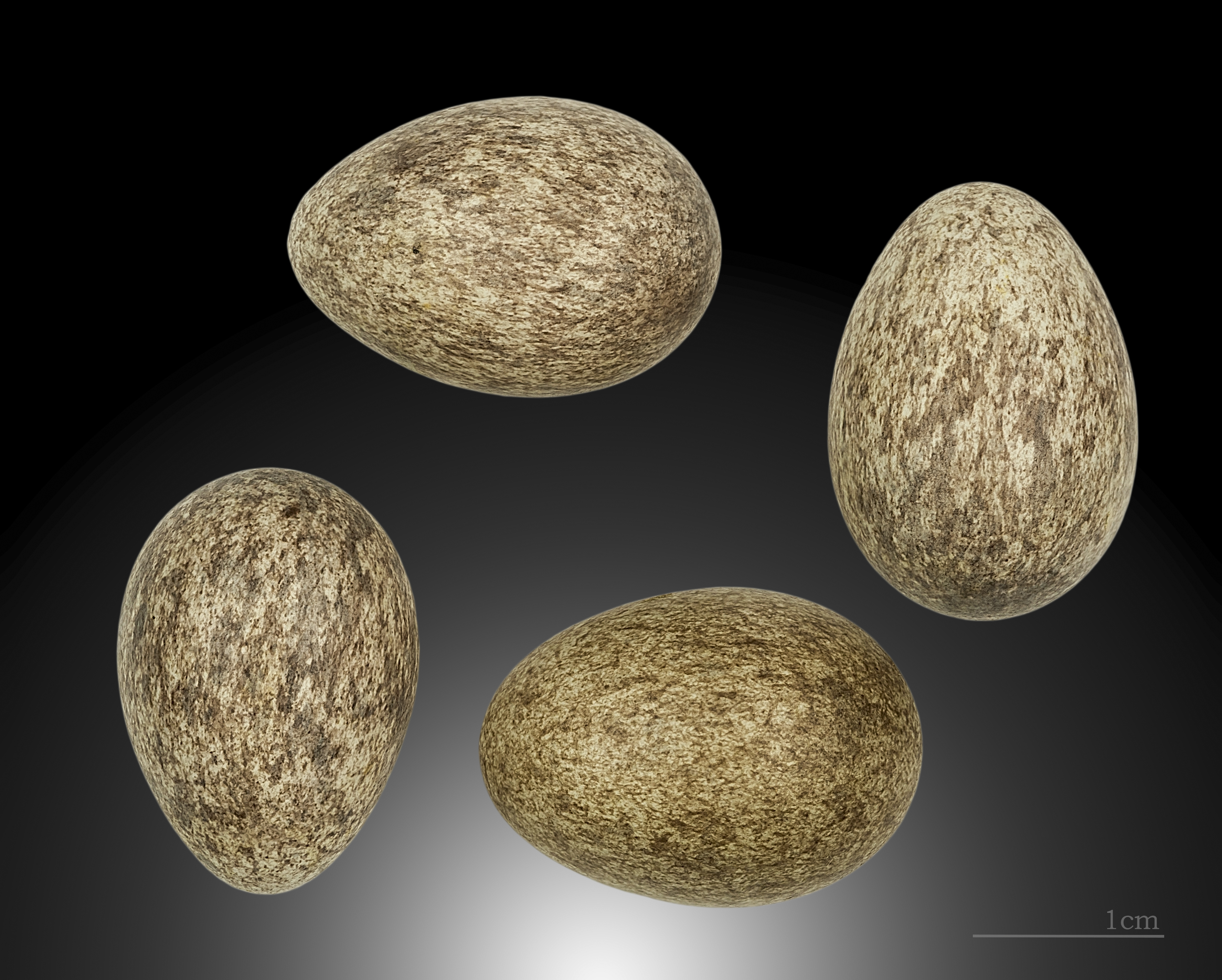
Eieren